# Roger Nordlund
Roger Nordlund, född 19 november 1957, är en åländsk politiker (Åländsk Center). Han har varit en av Ålands mest profilerade politiker sedan början av 1980-talet. Han har haft olika ministerposter i Ålands regering i 20 år, varav åtta år som lantråd (regeringschef). 
Han var ordförande för åländsk ungcenter 1979-1985 och ordförande för Åländsk Center 1986-1987, 1997-2007. Han var ledamot av Ålands lagting 1983-1991 och 2015-2019 , lantråd (regeringschef), Ålands landskapsregering 1999-2007, kultur- och utbildningsminister, Ålands landskapsregering 1991-1995, finansminister, Ålands landskapsregering 2011-2015. Han var talman i Ålands lagting 2007-2011 och  2019-2020,